# St Germans
St Germans – wieś w Wielkiej Brytanii, w Anglii, w Kornwalii w estuarium rzeki Tamar na przedmieściach Saltash. Jest siedzibą civil parish. We wsi znajduje się stacja kolejowa na linii Cornish Main Line.

## Historia
Wieś znana w średniowieczu; w r. 926 kościół parafialny podniesiono do rangi katedry. W r. 1600 miejscowość otrzymała przywilej targowy.